# Original Film
Original Film est une société de production américaine pour le cinéma et la télévision fondée à Los Angeles au début des années 1990 par Neal H. Moritz,.
Elle est connue pour avoir produits des films tels que Urban Legend (1998), XXX (2002), Je suis une légende (2007) ou encore 21 Jump Street (2012) et Passengers (2016). Elle produit également plusieurs franchises cinématographique comme Souviens-toi... l'été dernier, Sexe Intentions, Fast and Furious, ainsi que Sonic the Hedgehog.
À la télévision, elle est derrière les séries télévisées Prison Break (2005-17), The Big C (2010-13), S.W.A.T. (2017-) et The Boys (2019-).
En 2012, ses films lui ont rapporté plus de cinq milliards de dollars.

## Filmographie

### Longs métrages

#### Années 1990
- 1992 : Juice d'Ernest R. Dickerson (crédité Moritz/Heyman Production)
- 1994 : The Stoned Age (en) de James Melkonian (crédité Moritz/Heyman Production)
- 1997 : Volcano de Mick Jackson (crédité Moritz Original)
- 1997 : Souviens-toi... l'été dernier (I Know What You Did Last Summer) de Jim Gillespie (crédité Neal H. Moritz Production)
- 1998 : Urban Legend de Jamie Blanks
- 1998 : Souviens-toi... l'été dernier 2 (I Still Know What You Did Last Summer) de Danny Cannon (crédité Neal H. Moritz Production)
- 1999 : Sexe Intentions (Cruel Intentions) de Roger Kumble
- 1999 : Flic de haut vol (Blue Streak) de Les Mayfield (crédité Neal H. Moritz Production)
- 1999 : Held Up (en) de Steve Rash

#### Années 2000
- 2000 : The Skulls : Société secrète (The Skulls) de Rob Cohen
- 2000 : Urban Legend 2 : Coup de grâce (Urban Legends: Final Cut) de John Ottman
- 2000 : Sexe Intentions 2 (Cruel Intentions 2) de Roger Kumble
- 2001 : Diablesse (Saving Silverman) de Dennis Dugan
- 2001 : Fast and Furious (The Fast and the Furious) de Rob Cohen
- 2001 : Soul Survivors de Stephen Carpenter
- 2001 : La Prison de verre (The Glass House) de Daniel Sackheim
- 2001 : Sex Academy (Not Another Teen Movie) de Joel Gallen
- 2002 : Slackers de Dewey Nicks
- 2002 : The Skulls II : Société secrète (en) (The Skulls II) de Joe Chappelle
- 2002 : XXX de Rob Cohen
- 2002 : Fashion victime (Sweet Home Alabama) d'Andy Tennant
- 2003 : 2 Fast 2 Furious de John Singleton
- 2003 : S.W.A.T. unité d'élite (S.W.A.T) de Clark Johnson
- 2003 : Out of Time de Carl Franklin
- 2004 : Torque, la route s'enflamme (Torque) de Joseph Kahn
- 2004 : The Skulls 3 de J. Miles Dale
- 2004 : Sexe Intentions 3 (Cruel Intentions 3) de Scott Ziehl
- 2005 : XXX2: The Next Level (XXX: State of the Union) de Lee Tamahori
- 2005 : Le Jeu des damnés (Devour) de David Winkler
- 2005 : Furtif (Stealth) de Rob Cohen
- 2006 : Fast and Furious: Tokyo Drift (The Fast and the Furious: Tokyo Drift) de Justin Lin
- 2006 : Click : Télécommandez votre vie (Click) de Frank Coraci
- 2006 : Souviens-toi... l'été dernier 3 (I'll Always Know What You Did Last Summer) de Sylvain White
- 2006 : Rédemption (Gridiron Gang) de Phil Joanou
- 2007 : Evan tout-puissant (Evan Almighty) de Tom Shadyac
- 2007 : Je suis une légende (I Am Legend) de Francis Lawrence
- 2008 : Angles d'attaque (Vantage Point) de Pete Travis
- 2008 : Le Bal de l'horreur (Prom Night) de Nelson McCormick
- 2008 : Le Témoin amoureux (Made of Honor) de Paul Weiland
- 2009 : Fast and Furious 4 (Fast and Furious) de Justin Lin

#### Années 2010
- 2010 : Le Chasseur de primes (The Bounty Hunter) d'Andy Tennant
- 2011 : The Green Hornet de Michel Gondry
- 2011 : S.W.A.T. 2 : Firefight (S.W.A.T: Firefight) de Benny Boom
- 2011 : World Invasion: Battle Los Angeles (Battle: Los Angeles) de Jonathan Liebesman
- 2011 : Fast and Furious 5 (Fast Five) de Justin Lin
- 2011 : Échange standard (The Change-Up) de David Dobkin
- 2012 : 21 Jump Street de Phil Lord et Chris Miller
- 2012 : Total Recall : Mémoires programmées (Total Recall) de Len Wiseman
- 2013 : Jack le chasseur de géants (Jack the Giant Slayer) de Bryan Singer
- 2013 : Dead Man Down de Niels Arden Oplev
- 2013 : Fast and Furious 6 (Furious 6) de Justin Lin
- 2013 : RIPD : Brigade fantôme (RIPD: Rest in Peace Department) de Robert Schwentke
- 2014 : Search Party de Scot Armstrong
- 2014 : 22 Jump Street de Phil Lord et Chris Miller
- 2015 : Fast and Furious 7 (Furious 7) de James Wan
- 2015 : Chair de poule, le film (Goosebumps) de Rob Letterman
- 2016 : Passengers de Morten Tyldum
- 2017 : Fast and Furious 8 (The Fate of the Furious) de F. Gary Gray
- 2017 : SWAT: Under Siege de Tony Giglio
- 2018 : Chair de poule 2 : Les Fantômes d'Halloween (Goosebumps 2: Haunted Halloween) d'Ari Sandel
- 2018 : Hunter Killer de Donovan Marsh
- 2019 : Escape Game (Escape Room) d'Adam Robitel
- 2019 : Dans les yeux d'Enzo (The Art of Racing in the Rain) de Simon Curtis

#### Années 2020
- 2020 : Sonic, le film (Sonic the Hedgehog) de Jeff Fowler
- 2020 : Spenser Confidential de Peter Berg
- 2020 : Bloodshot de David S. F. Wilson
- 2021 : Fast and Furious 9 (F9) de Justin Lin
- 2021 : Escape Game 2 : Le monde est un piège (Escape Room: Tournament of Champions) d'Adam Robitel
- 2022 : Sonic 2, le film (Sonic the Hedgehog 2) de Jeff Fowler
- 2022 : La Princesse (The Princess) de Le-Van Kiet
- 2023 : Fast and Furious 10 (Fast X) de Louis Leterrier
- 2024 : Sonic 3, le film (Sonic the Hedgehog 3) de Jeff Fowler
- 2025 : Souviens-toi… l'été dernier (I Know What You Did Last Summer) de Jennifer Kaytin Robinson
- 2025 : Afterburn de J. J. Perry

Prochainement
- 2026 : Scary Movie 6
- 2027 : Sonic the Hedgehog 4 de Jeff Fowler
- 2027 : Fast X: Part 2 de Louis Leterrier

### Téléfilms
- 1994 : Justice aveugle (Blind Justice) de Daniel Knauf (crédité Moritz/Heyman Production)
- 1998 : Les Rois de Las Vegas (The Rat Pack) de Rob Cohen
- 1999 : Monster! de John Lafia
- 2000 : Cabin by the Lake (en) de Po-Chih Leong
- 2001 : Shotgun Love Dolls de T. J. Scott
- 2001 : Class Warfare de Richard Shepard
- 2001 : Return to Cabin by the Lake (en) de Po-Chih Leong
- 2003 : Vegas Dick de Frederick King Keller
- 2008 : S.I.S. de John Herzfeld

### Séries télévisées
- 1999-2000 : Shasta (crédité Neal H. Moritz Production)
- 2003-2005 : Tru Calling : Compte à rebours (Tru Calling) (crédité Original Television)
- 2004 : The Help (crédité Original Television)
- 2005 : Point Pleasant, entre le bien et le mal (Point Pleasant) (crédité Original Television)
- 2005-2017 : Prison Break (crédité Original Television jusqu'en 2009)
- 2010-2013 : The Big C
- 2013 : Save Me
- 2016-2019 : Preacher
- depuis 2017 : S.W.A.T.
- 2017-2019 : Happy!
- depuis 2019 : The Boys
- 2019-2021 : Fast and Furious : Les Espions dans la course (Fast & Furious: Spy Racers) (non crédité)
- 2021 : Souviens-toi... l'été dernier (I Know What You Did Last Summer)
- 2022 : The Boys présentent : Les Diaboliques (The Boys Presents: Diabolical)
- depuis 2023 : Gen V
- depuis 2023 : Chair de poule (Goosebumps)
- 2024 : Knuckles
- 2024 : Sexe Intentions (Cruel Intentions)
- 2025 : La Rivière des Disparues (Long Bright River)